# Novation X-Station
De Novation X-Station is een virtueel analoge synthesizer, geluidskaart en MIDI-controller van Novation uitgebracht in 2004. Het instrument was beschikbaar met een klavier van 25, 49 of 61 toetsen, en werd korte tijd verkocht als 'ReMOTE', maar werd later hernoemd naar X-Station.

## Beschrijving
De X-Station gebruikt een uniek klankalgoritme genaamd Liquid Analogue Sound Modelling. Dit is een techniek die de kleine afwijkingen nabootst in de filtertrap van analoge klankopwekking.
Naast virtueel analoge klanken kan de X-Station ook FM-klanken opwekken. Er zijn drie oscillators aanwezig met elk 17 golfvormen, een ruisbron, ringmodulator en een arpeggiator.
Het muziekinstrument werkt op batterijen, via de USB-aansluiting, of een stroomadapter.
Novation stopte de productie van het instrument in mei 2009.